# The Herald
The Herald – dziennik brytyjski wydawany od 1783 roku w Glasgow (pierwotny tytuł Glasgow Advertiser), najstarszy ukazujący się dzisiaj dziennik w Wielkiej Brytanii. Obecnie jest własnością Newquest, posiadacza Scottish Media Group.
W 1802 r. został przemianowany na Herald and Advertiser, w 1805 na Glasgow Herald. Dziennikiem stał się w 1859 roku. 3 lutego 1992 r. otrzymał nazwę The Herald. Nakład wynosi ponad 120 tys. egzemplarzy.
Od 1868 r. mieścił się w budynku Charles Rennie Mackintosh building przy Mitchell Street (obecnie centrum sztuki Lighthouse), od 1980 roku w nowych biurach przy Albion Street.